# Не хочу тебе більше знати, коханий
«Не хочу тебе більше знати, коханий» (італ. «Non ti conosco più amore») — італійська кінокомедія режисера Серджо Корбуччі з Монікою Вітті і Джонні Дореллі у головних ролях, що вийшла 3 жовтня 1980 року.

## Сюжет
У родині адвоката Паоло Мальп'єрі сталася біда: його власна дружина Луїза перестала впізнавати свого чоловіка і вважає його абсолютно сторонньою людиною. Паоло вирішує звернутися до психіатра, після чого трапилося ще одне нещастя: Луїза стала вважати своїм чоловіком психіатра.

## У ролях
| Моніка Вітті      | ···· | Луїза Мальп'єрі   |
| Джонні Дореллі    | ···· | Паоло Мальп'єрі   |
| Джіджі Проєтті    | ···· | Альберто Спінеллі |
| Донателла Даміані | ···· | Аллегра           |
| Франка Валері     | ···· | Маріца            |
| Массімо Джуліані  | ···· | Джино             |
| Естер Карлоні     | ···· | Альберто          |

## Знімальна група
| Режисер    | ···· | Серджо Корбуччі                                 |
| Сценарій   | ···· | Ріккардо Араньйо, Сабатіно Чіуффіні, Яя Ф'ястрі |
| Продюсер   | ···· | Маріо Чеккі Горі, Вітторіо Чеккі Горі           |
| Оператор   | ···· | Луїджі Квейлер                                  |
| Композитор | ···· | Джанні Ферріо                                   |
| Художник   | ···· | Бруна Пармезан                                  |
| Монтаж     | ···· | Амедео Сальфа                                   |